# ماري باريت
ماري باريت (بالإنجليزية: Mary Barrett)‏ (25 نوفمبر 1926)؛ ناقدة، كاتِبة وروائية أمريكية. درست في كلية بارنارد.

## روابط خارجية
- ماري باريت على موقع IMDb (الإنجليزية)